# 中園美保
中園美保（日语：中園 ミホ，1959年7月16日—），日本知名女編劇，東京都中野區出身，畢業於日本大學藝術研究所。著名作品有《大和拜金女》、《anego》、《派遣女王》、《派遣女醫X》和2014年NHK晨間劇《花子與安妮》等以女性視角為主的電視連續劇。
2010年度起，擔任日本大學藝術學院的客座教授。

## 經歷
中園美保大學畢業後，從事廣告代理商相關行業，因同事臨時無法出席報名的編劇講座，中園代替同事出席。在廣告業工作一年三個月之後辭職，從事文案和八字命學等職業；其後，因友人而結識編劇田中陽造，並因田中而後認識了編劇桃井章（演員桃井薰的丈夫），因此成為編寫劇本的契機。
1988年，以朝日電視台電視劇《New Town臨時分局》正式成為職業編劇，但真正決心成為編劇的關鍵，則是1993年以未婚身分產子後，想自己在家中照顧孩子，而選擇可在家工作的編劇一職。1992年與1993年，吉田榮作和松雪泰子分別主演其編劇作品《隔世情未了》和《白鳥麗子》，1995年，中園以富士電視台黃金檔月九劇《全為了你》復出，主演此劇的中山美穗飾演未婚媽媽，中園表示此劇為自己經歷的寫照，中園至此成為電視圈的重要編劇之一。1999年，以《戀愛奇蹟》造成話題，並讓菅野美穗以反派一角獲得廣泛注目。
其後，其執筆的《大和拜金女》（松嶋菜菜子主演）和《anego》（篠原涼子主演）等劇皆造成話題，並自《anego》後，連續四部劇皆為日本電視台的水10時段。
2007年，以《派遣女王》獲得放送文化基金獎，翌年，獲橋田賞等獎項。
2013年，以《派遣女醫X》獲頒向田邦子獎。2014年12月31日，因《花子與安妮》，受邀擔任第65回NHK紅白歌合戰評審。

## 人物
- 10歲時，父親因病過世；19歲時，母親亦病故。34歲時，以未婚身分產下長子[3]。
- 曾表示「自己是標準懶惰鬼，沒想到可以寫完一部戲的劇本」。
- 以聲援「不依靠權勢、自立自足、愛自己的女性」為原則，做為編寫劇本時的出發點[4]。

## 編劇作品

### 電視劇

#### 連續劇
- New Town臨時分局（日语：ニュータウン仮分署）（1988年，朝日電視台）
- 隔世情未了（日语：君のためにできること (テレビドラマ)）（1992年，富士電視台）
- 白鳥麗子（1993年，富士電視台）
- 全為了你（日语：For You (テレビドラマ)）（1995年，富士電視台）
- 35歲的戀愛（日语：Age,35#テレビドラマ）（1996年，富士電視台）
- 親愛的女人（日语：Dearウーマン）（1996年，TBS電視台）
- 不愉快的果實（1997年，TBS電視台）
- Love and Eros（日语：ラブとエロス）（1998年，TBS電視台）
- 戀愛奇蹟（1999年，朝日電視台）
- 戀愛中毒（日语：恋愛中毒）（2000年，朝日電視台）
- 20歲的結婚（日语：20歳の結婚）（2000年，TBS電視台）
- 大和拜金女（2000年，富士電視台）
- 冰點（2001年，朝日電視台）
- 愛上大明星（2001年，富士電視台）
- 讓我來拯救地球（日语：ぼくが地球を救う）（2002年，TBS電視台）
- 戀愛中姊妹（日语：ハコイリムスメ!）（2003年，關西電視台）
- 小南的迷你情人（日语：南くんの恋人）（2004年，朝日電視台）
- anego（日语：anego）（2005年，日本電視台）
- 戀上芭蕾（日语：プリマダム）（2006年，日本電視台）
- 派遣女王（2007年，日本電視台）
- OL日本（2008年，日本電視台）
- 客服中心戀人（日语：コールセンターの恋人）（2009年，朝日電視台）
- 討稅女王（2010年，朝日電視台）
- 下流之宴（日语：下流の宴）（2011年，NHK電視台）
- 我是影子（2011年，TBS電視台）
- 初戀（2012年，NHK電視台）
- 派遣女醫X（2012年10月 - 12月，朝日電視台）
  - 派遣女醫X 第二部（2013年10月 - 12月，朝日電視台）
  - 派遣女醫X 3（2014年10月 - 12 月，朝日電視台）
  - 派遣女醫X 4（2016年10月 - 12 月，朝日電視台）
  - 派遣女醫X 6（2019年10月 - 12 月，朝日電視台）
  - 派遣女醫X 7（2021年10月 - 12 月，朝日電視台）
- 花子與安妮（2014年，NHK電視台）
- Dr.倫太郎（2015年，日本電視台）
- 小荳荳電視台（2016年，NHK電視台）
- 西鄉殿（2018年，NHK電視台）
- 派遣女王2（2020年，日本電視台）
- 七個秘書（2020年，朝日電視台）
- 王牌護理師（2022年10月 - 12 月，朝日電視台）
  - 王牌護理師 第二部（2024年10月 - 12月，朝日電視台）
- 紅豆麵包（2025年，NHK電視台）

#### 單發 SP
- 世界奇妙物語 秋之特別篇「幸福の選択」（1990年，富士電視台）
- 世界奇妙物語 冬之特別篇「王様の耳はロバの耳」（1991年，富士電視台）
- 世界奇妙物語 春之特別篇「朝まで生殺人」（1991年，富士電視台）
- 世界奇妙物語 秋之特別篇「ニュースおじさん」（1991年，富士電視台）
- 大人は判ってくれない「素晴らしき日曜日」（1992年，富士電視台）
- 親愛的女人（日语：Dearウーマン） SP（1997年，TBS電視台）
- 大和拜金女導演剪輯版（2001年，富士電視台）
- Cosmetics（2003年，WOWOW）
- anego（日语：anego） SP（2005年，日本電視台）
- 為愛瘋狂（日语：恋のから騒ぎ） SP（2006年9月，日本電視台）
- 那天、我們的生命輕如薄紙（日语：あの日、僕らの命はトイレットペーパーよりも軽かった）（2008年7月，日本電視台）
- 笑う女優「青い鳥」（2010年1月，日本電視台）
- A dream Comes True（日语：石ころの夢）（2010年8月22日，8月29日，朝日電視台）─ 日韓共同製作
- ナサケの女 SP 〜国税局査察官〜（2012年，朝日電視台）

### 電影
- 東京鐵塔（2005年，東寶）
- 新·第六感生死戀（2010年11月13日，パラマウント/松竹）

## 獎項
- 2007年：放送文化基金獎（日语：放送文化基金賞）（《派遣女王》）
- 2008年：放送Woman獎
- 2008年：橋田賞作品賞（《派遣女王》）
- 2013年：橋田賞
- 2013年：向田邦子獎（《派遣女醫X》）
- 2015年：東京國際戲劇節最佳劇本獎（《花子與安妮》）

## 書籍
- 恋愛大好きですが，何か？（2007年，光文社）
- 売れる小説の書き方。（2009年，Pia）